# Klinische bruikbaarheid van testen
De klinische bruikbaarheid van een test (clinical utility) is de mogelijkheid om op basis van een testuitslag op deze test een diagnose te stellen of uit te sluiten en/of een therapeutisch besluit ermee te nemen of een overwogen therapeutische mogelijkheid te verwerpen.

## Factoren die de bruikbaarheid bepalen
De klinische bruikbaarheid hangt af van verschillende factoren:
- A. er moet een verband (associatie) zijn tussen testuitslag en de aanwezigheid van ziekte;

- B. de pretestwaarschijnlijkheid van ziekte;

- C. de eis die de testgebruiker stelt aan de aan de testuitslag gekoppelde posttestwaarschijnlijkheid van ziekte om tot diagnose of uitsluiten ervan of aanvaarden of verwerpen van mogelijke therapeutische actie te komen;

### Nadere toelichting bij voornoemde factoren
- Bij A. Indien er geen associatie is dan is de posttestwaarschijnlijkheid van ziekte ongeacht een positief of negatief resultaat gelijk aan de prevalentie of de pretestwaarschijnlijkheid van ziekte, anders gesteld, het testresultaat verandert de (on)zekerheidsgraad van aan- of aanwezigheid van de door de test onderzochte ziekte niet: de test is nutteloos. Is er wel associatie dan verhoogt de waarschijnlijkheidsgraad van de ziekte bij positief resultaat en dan verlaagt de waarschijnlijkheidsgraad van de ziekte bij negatief resultaat. Dit verhoogt de zekerheidsgraad waarmede de hypothese van de ziekte kan aangenomen worden bij positief testresultaat en waarmee de hypothese van de ziekte kan verworpen worden bij negatief testresultaat.

- Bij B. De pretestwaarschijnlijkheid beïnvloedt de posttestwaarschijnlijkheid. Is de pretestwaarschijnlijkheid hoog dan zal een positief resultaat (veel) gemakkelijker toelaten de hypothese van aanwezigheid van ziekte tenderen te confirmeren, is ze laag dan zal een negatief resultaat (veel) gemakkelijker de hypothese van afwezigheid van ziekte tenderen te bevestigen.

- Bij C. Het is de testgebruiker (en/of de geteste persoon) die bepaalt welke zekerheidsgraad nodig is om tot de aanwezigheid of afwezigheid van ziekte te besluiten en/of er de gepaste geachte conclusies voor therapie uit het testresultaat te trekken. Het is dus mogelijk dat de een de test bruikbaar acht, de andere niet.

### Conclusie
Uit B. en C. kan een belangrijk besluit getrokken worden. Het is niet omdat het verband tussen een testuitslag en de aanwezigheid van ziekte zwak is dat de test niet nuttig zou kunnen zijn want een hoge pretestwaarschijnlijkheid en/of een eerder ‘lage’ zekerheidseis van onderzoeker of onderzochte kunnen een test met een zwak verband tussen testresultaat en aanwezigheid van ziekte (een bescheiden positieve likelihood ratio) ondanks dit zwak verband toch nuttig maken (doen besluiten op basis van een positieve testuitslag tot aanwezigheid van de door de test onderzochte ziekte). Omgekeerd kan een testresultaat dat sterk verband houdt met de aanwezigheid van ziekte (een hoge positieve likelihood ratio) wegens lage pretestwaarschijnlijkheid en/of te hoge zekerheidseis onnuttig zijn. Men kan voor het uitsluiten van een ziekte een analoge redenering opbouwen.
Bij een hoge pretestwaarschijnlijkheid en/of een eerder lage zekerheidseis (van onderzoeker of onderzochte) kan een test, met een zwak verband tussen het testresultaat en de aanwezigheid van de ziekte (een bescheiden positieve likelihood ratio), toch nuttig zijn (doen besluiten op basis van een positieve testuitslag tot aanwezigheid van de door de test onderzochte ziekte). Omgekeerd kan een testresultaat dat sterk verband houdt met de aanwezigheid van ziekte (een hoge positieve likelihood ratio) wegens lage pretestwaarschijnlijkheid en/of te hoge zekerheidseis onnuttig zijn. Men kan voor het uitsluiten van een ziekte een analoge redenering opbouwen. 
Elke test die een associatie vertoont met de aan- of afwezigheid van de door de test onderzochte ziekte is minstens theoretisch potentieel nuttig. Is hij op zichzelf niet nuttig (geacht) dan kunnen combinaties van de testuitslag met andere testuitslagen, of gegevens, leiden tot een posttestwaarschijnlijkheid, die door de onderzoeker of onderzochte, hoog genoeg geacht wordt om de aanwezigheid van de ziekte aan te nemen, of laag genoeg om de aanwezigheid van de ziekte, uit te sluiten. 
Een test kan nuttig zijn om een ziekte uit te sluiten of tot de aanwezigheid van de ziekte te kunnen besluiten of voor beide.
Testen worden ook dikwijls gebruikt om de evolutie van ziekten na te gaan.

## Voorbeeld
Een formule voor posttestwaarschijnlijkheid van ziekte is 
NK = PR * LR / (PR * (LR – 1) + 1)
waarin PR de pretestwaarschijnlijkheid is en LR de likelihood ratio. 
Laat PR = 0,1 en de LR+ = 10 en onze eis voor zekerheid 95% zijn dan is de posttestwaarschijnlijkheid gelijk aan 52,6 procent en dit is ruimschoots onvoldoende om de aanwezigheid van ziekte aan te nemen op basis van een positieve testuitslag. Is daarentegen de pretestprobabiliteit 90% en LR+ = 3 dan is NK = 96,4 wat volstaat om de aanwezigheid van de ziekte aan te nemen gezien de voldoende geachte zekerheidsgraad 95% is. Nochtans wijst een LR+ = 10 op een veel krachtiger positief verband tussen positief testresultaat en aanwezigheid van ziekte dan een LR+ = 3. Mocht de geëiste zekerheidsgraad 97% geweest zijn dan hadden beide pretestwaarschijnlijkheden en LR’s niet volstaan om de diagnose te stellen. In dit voorbeeld is dus de cruciale invloed van pretestwaarschijnlijkheid en geëiste zekerheidsgraad op de bruikbaarheid van een positieve testuitslag geïllustreerd.